# Pelle Hennix
Per „Pelle“ Hennix ist ein ehemaliger schwedischer Skisportler, der in den nordischen Skidisziplinen Skilanglauf, Skispringen und Nordische Kombination aktiv war.

## Werdegang
Hennix, der für den Verein Djurgårdens IF startete, gewann bei den Schwedischen Meisterschaften 1932 in Östersund im Skispringen die Goldmedaille im Einzel- sowie gemeinsam mit Harald Hedjerson und Gunnar Anderrson im Mannschaftswettbewerb.
Bei der Nordischen Skiweltmeisterschaft 1933 in Innsbruck erreichte Hennix in der Nordischen Kombination den 25. Platz sowie im 18 km Skilanglauf-Einzel den 86. Platz. Ein Jahr später bei der Nordischen Skiweltmeisterschaft 1934 in Sollefteå startete er im Skispringen und erreichte mit Sprüngen auf 45 und 50,5 Metern den 22. Platz.